# 괴팅겐 대학교
게오르크 아우구스트 괴팅겐 대학교(독일어: Georg-August-Universität Göttingen 게오르크 아우구스트 우니베르지테트 괴팅겐[*], 괴팅겐 대학교)는 독일 니더작센주 괴팅겐에 있는 대학교이다. 1734년에 영국의 군주이자 하노버 선제후인 조지 2세에 의해서 설립되어 1737년에 문을 열었다. 대학교는 빠르게 발전하였고, 18세기 말에는 거의 천 명의 학생들이 등록하여 당시 유럽에서 큰 규모의 대학교에 속했다. 현재 약 2만 4400명의 학생이 등록하여 니더작센주에서는 가장 크고, 현존하는 가장 오래된 대학교이다.
2003년 1월 1일부로 독일에서는 처음으로 공법상 재단이 소유권을 가지는 대학교 가운데 하나가 되었다. 대학교의 총장은 2011년부터 생화학자 울리케 바이지겔이 맡게 되었다. 2007년 10월 19일부터 우수대학육성정책과 관련하여 미래대학 육성사업(Zukunftskonzepte) 계획이 지원되고 있다. 영국의 교육전문 주간지 타임즈 하이어 에듀케이션(THE)의 2010/2011 세계대학순위에서 게오르크 아우구스트 대학교는 전 세계에서 43위에 올라 독일에서 최고의 자리를 차지했다.
괴팅겐 니더작센 주립 대학도서관은 약 600만권의 자료를 소장하고 있어 독일에서 가장 큰 도서관 가운데 하나이다. 이 도서관은 해외에서 출판된 수많은 분야의 학술서와, 독일의 “분리된 국립도서관”인 독일 출판물 수집연구회(Sammlung Deutscher Drucke)를 통해 수집된 18세기 독일 출판물을 소장하고 있다.

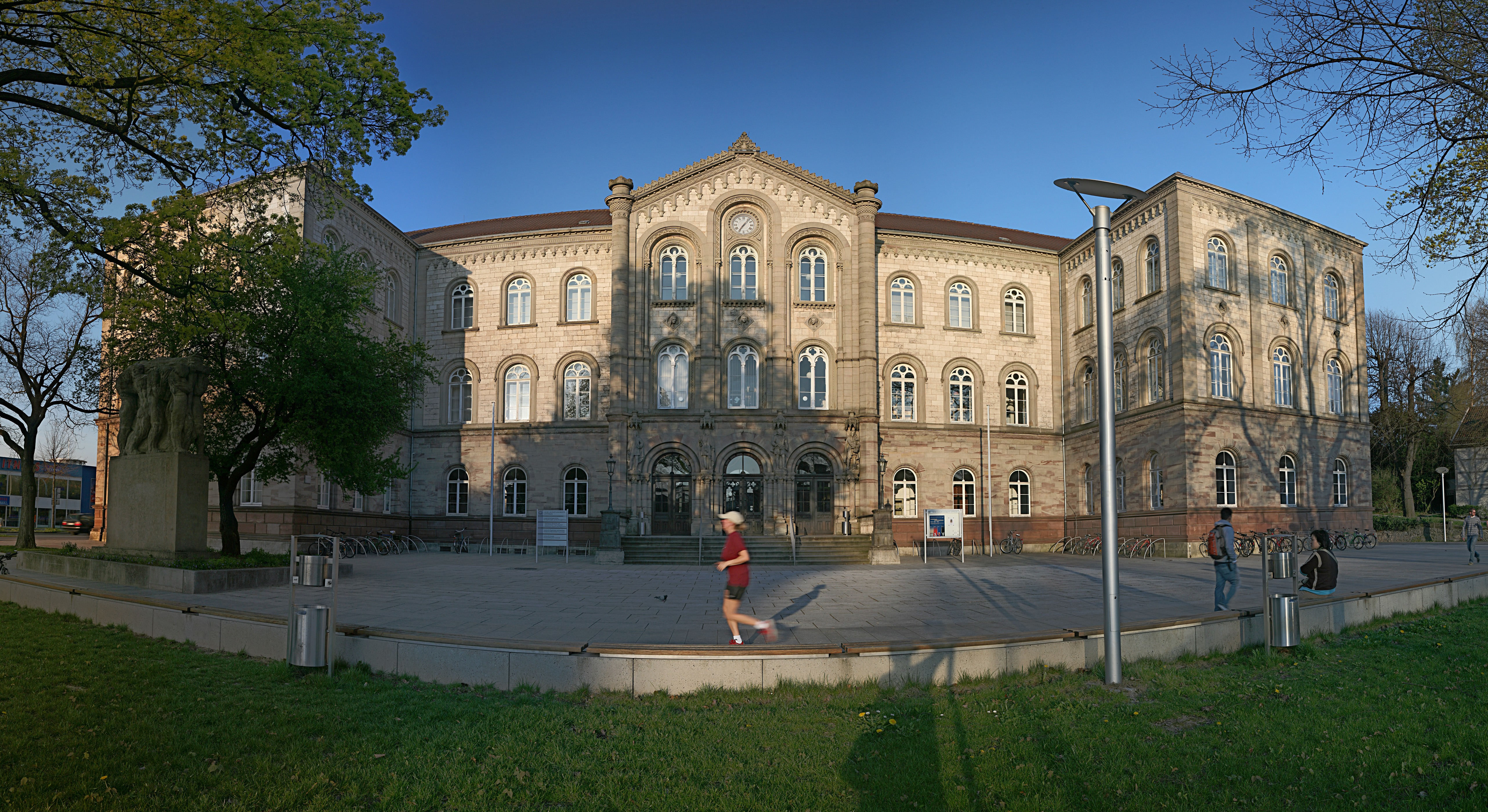
대학교의 구 대강당

## 역사

### 18세기

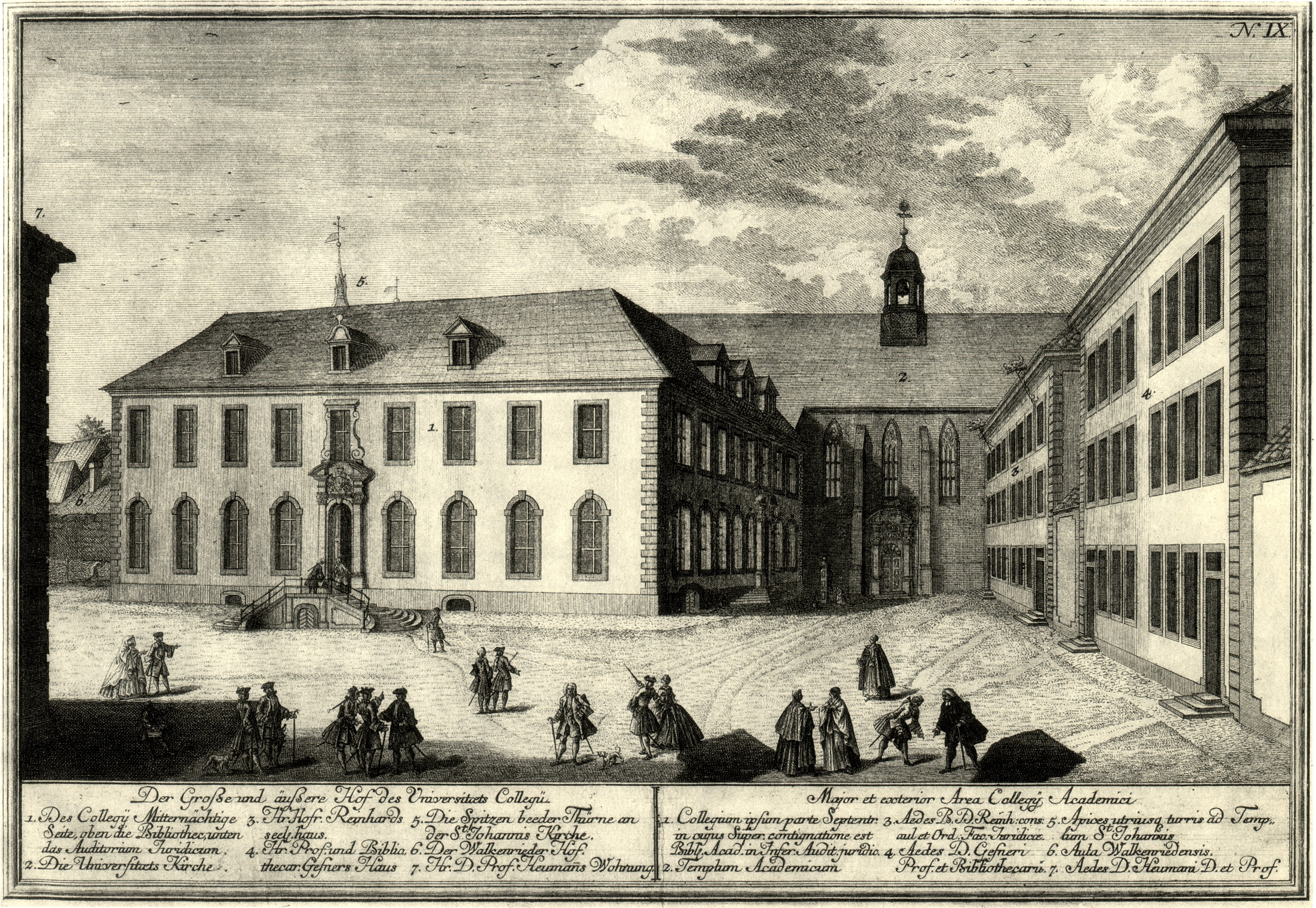
1747년의 괴팅겐 대학교

1732년에 브라운슈바이크뤼네부르크 선제후령의 선제후, 브라운슈바이크뤼네부르크 공작령의 공작이자, 동시에 조지 2세라는 이름으로 알려진 그레이트 브리튼과 아일랜드의 군주였던, 게오르크 아우구스트에 의해서 하노버의 주 정부는 브라운슈바이크-뤼네부르크 선제후령의 새로운 대학교를 괴팅겐에 설립하기로 했다.
1745년 무렵 학생들의 숫자는 약 600명 정도로 유지되었고, 대학교는 이전부터 계획했던 것처럼 주로 상류 가문들로부터 빠르게 좋은 평판을 얻었다. 18세기의 정규학업기간은 3년제로, 6학기이었다. 특히 헬름슈테트, 예나, 할레에서 괴팅겐으로 학교를 옮긴 학생들을 통해서 급속하게 학생들의 풍습이 퍼졌고 프리메이슨, 향우회와 같은 학생연합이 새로운 대학교에 나타났다.

### 19세기

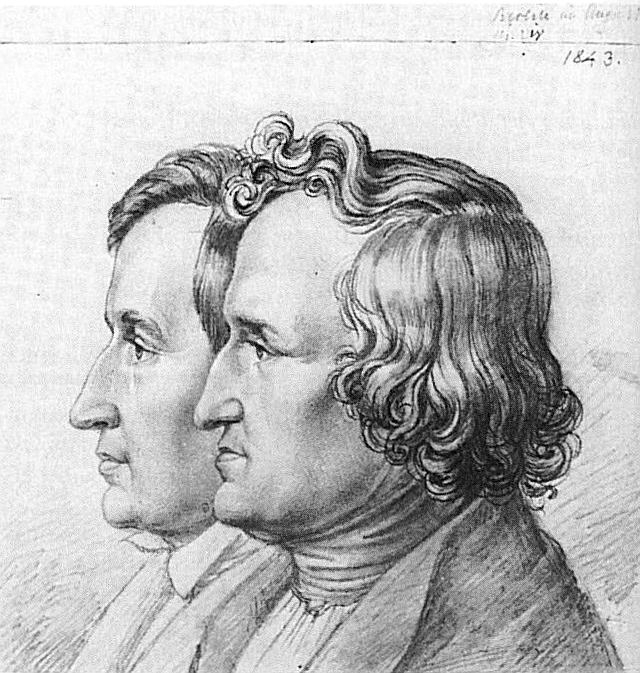
괴팅겐의 교수였던 야코프 그림과 빌헬름 그림

1803년 프랑스가 하노버를 점령하고 1806년 나폴레옹의 군대를 통해서 전 독일을 점령한 이후 1807부터 1813년까지 괴팅겐은 베스트팔렌 왕국 라이네 데파르트망의 중심도시가 되었고 그로 인해 근처에 있던 왕국의 수도인 카셀의 지배와 감독을 받았다.
프랑스와의 전쟁이 끝나고 전쟁에 참여했던 학생들은 다시 학교로 돌아왔다. 이와 함께 하노버왕국의 괴팅겐에는 1815년 예나에서 시작된 부르셴샤프트라는 사상이 전해져왔다. 하지만 이것은 괴팅겐의 학생들에게서 그다지 큰 반향을 불러일으키지 못했고 특히 학생단체의 대표회(Senioren-Convent)로부터 적극적으로 받아들여지지 못했다. 이 점에서 부르셴샤프트는 괴팅겐에서 1848년까지 코어(Corps)보다는 의미 없는 예외현상으로 남았고 그들을 상징했던 알트도이치 복장(Altdeutsche Tracht)은 도시에서 보기가 쉽지 않았다.
1837년에 그림 형제와 물리학자 빌헬름 베버를 포함하여 일곱 명의 교수가 해고되었는데, 그들이 자유주의적 사상의 영향을 받아 1833년에 만들어진 하노버 헌법의 폐지에 대항해서 항의했기 때문이다. 괴팅겐 7교수 사건이라고 불리는 이 일로 대학은 한동안 힘든 시기를 겪어야 했다. 이 헌법의 폐지가 선언되면서 전제주의적이었던 1819년의 헌법은 다시 효력을 갖게 되었다. 이렇게 쫓겨난 교수들의 동료들은 서로 연대하여 이 일곱 명의 교수들의 자리를 대체하기 위한 대학의 청빙에 응하지 않았고 대학은 결국 이 교수들을 다시 부르기 위해 노력하였다. 하지만 물리학자 베버와 동양학자 하인리히 게오르크 아우구스트 에발트(Heinrich Georg August Ewald)만이 게오르크 아우구스트 대학교로 돌아왔다. 세계 과학사에서는 이 사건을 이후 1934년에 일어난 나치의 대숙청과 한 맥락으로 이해하고 있다.
1866/67 겨울학기를 기점으로 괴팅겐 대학교는 프로이센의 학교가 되었다. 프로이센 문화부의 완강한 관리였던 프리트리히 알트호프(Friedrich Althoff)의 적극적인 대학정책은 비록 논란이 없지는 않았으나 19세기 말과 20세기 초 사이에 괴팅겐을 세계적인 수학, 화학, 물리학의 중심지로 만들었고, 이 영향은 1920년대까지 계속되어 수 많은 노벨상 수상자들을 낳았다. 알트호프의 결정적인 정책 가운데 하나는 수학자 펠릭스 클라인을 초빙한 것이었는데, 그는 뛰어난 학문조직자(Wissenschaftsorganisator)였으며 알트호프와 함께 수학 및 자연과학 분야의 발전을 위해 함께 일했다. 한 예로, 화학자 발터 네른스트와 리하르트 지그몬디가 이들에 의해서 이 때 괴팅겐으로 왔다. 힐베르트의 문제들은 1900년에 파리에서 발표되어 20세기의 수학에 큰 영향을 끼쳤다. 1904년에 괴팅겐으로 초빙된 물리학자 루트비히 프란틀(Ludwig Prandtl)은 유체역학의 기초를 세우고 현재 독일항공우주센터의 전신인 항공역학실험소(Aerodynamische Versuchsanstalt)를 설립했다.

### 20세기

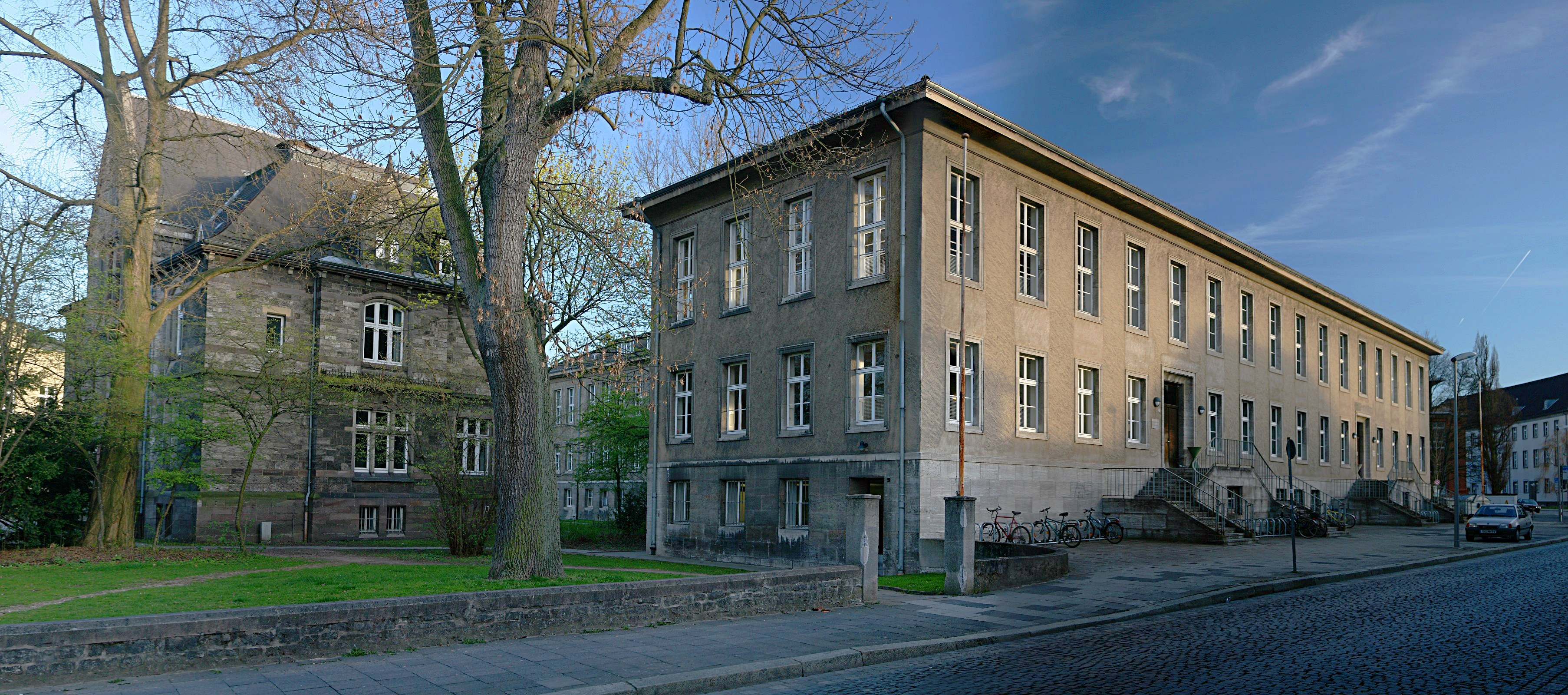
괴팅겐 대학교 수학연구소

급작스럽게 일어난 제1차 세계대전의 낙관적 분위기 속에서 대학교는 전쟁에 참가하는 학생들이 계속 학교에 등록되어 있도록 했다. 그렇게 해서 등록된 학생들의 수가 전선에 투입된 학생들의 수만큼 무더기로 줄어드는 일은 없었다. 실제로는 약 4분의 3 정도의 학생들이 전쟁에 참가였고 그들 가운데 726명의 학생들과 22명의 대학교 직원들이 목숨을 잃었다.
제2차 세계대전 동안에는 이전에 약 1700명 정도였던 학생 수가 크게 늘어나서 1945년 항복 이전의 마지막 학기에는 4884명이 등록했다. 이렇게 학생들이 많아진 이유는 불구자가 된 수많은 전쟁참가자들이 학업을 할 수 있는 기회를 얻었기 때문인데, 이것은 이들이 예를 들어 의학자로 다시 투입될 수 있게 하기 위한 것이었다. 또한 전쟁의 영향으로 1학년이 2학기가 아닌 3학기로 나뉘어 학업기간이 줄어들었다.
전쟁이 끝난 후, 대학교는 천천히 원래 모습을 되찾아 갔다. 서독의 유일한 대학교로서 게오르크 아우구스트 대학교는 영국 군부의 통제 아래에 1945/46 겨울학기부터 바로 다시 문을 열었다. 당시에는 4296명의 학생들이 등록했고, 그 가운데 78 퍼센트는 남성이었다.
괴팅겐의 학생 수는 50년대 말까지 4500명에서 약 6000명 사이를 맴돌았다. 60년대가 시작되면서 대중대학(Massenuniversität)으로의 변화가 시작되었고 오래된 형태의 정교수대학(Ordinarienuniversität)이 여기에 맞설 수는 없었다. 60년대 말의 학생운동을 통해서 집단관리대학(Gruppenuniversität)의 모습이 나타나게 되었고, 학교는 때때로 3만명이 넘는 학생이 등록된 평등한 대중대학이 되었다. 이렇게 밀려오는 학생들을 감당하기 위해서 괴팅겐 시내의 북쪽에 정신과학을 위한 새로운 캠퍼스가 계획되어 건설되었다. 이곳에는 중앙학생식당을 포함한 후생복지기구(Studentenwerk)를 위한 건물과 푸른 탑(„Blauer Turm“)이라고 불리는 고층 건물 형태의 다목적관, 1000명을 수용할 수 있는 대학에서 가장 큰 강의실(“011”)을 갖춘 중앙 강의동(Zentrale Hörsaalgebäude, ZHG)이 자리잡았다. 바로 옆에는 법학부(Juridicum), 신학부(Theologicum), 경제학부 및 사회학부(Oeconomicum)를 위한 세미나관이 각각 들어섰다.

### 현재

#### 남겨진 전통

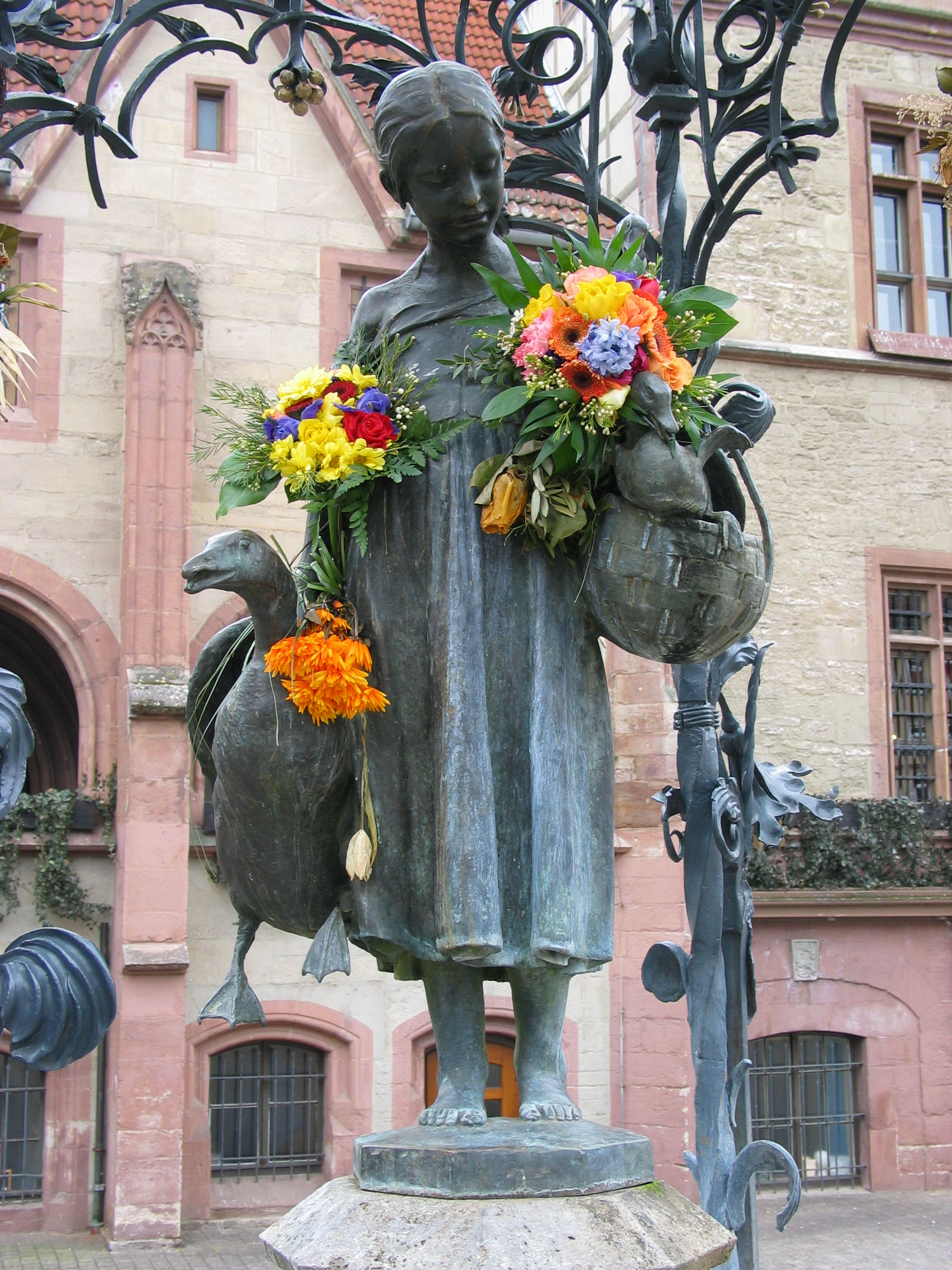
시청 앞의 겐젤리젤

1960년대와 1970년대에 학생 수가 급격히 성장하고 68 학생운동으로 사회 및 정치적으로 큰 변화가 생기면서 학생들의 전통들도 무너져갔다. 지금은 오직 40여 개의 학생단체(Studentenverbindung)들이 오래된 관습과 전통을 이어가고 있다.
비록 많은 전통들이 사라지긴 했지만, 많은 학생들이 지키고 있는 전통 가운데 하나는 박사 학위를 갓 받은 학생들은 친구들과 지인들에 의해 수레에 실려 와서 도시의 상징인 시청 앞의 청동상 겐젤리젤에 키스를 하는 것이다.

#### 법적 구조의 변화
2003년 1월 1일부로 게오르크 아우구스트 괴팅겐 대학교는 공법상 재단의 소유가 되었다. 대학교는 이전의 법적인 형태인 공법상 사단(Körperschaft des öffentlichen Rechts)으로 그대로 남아 있고 니더작센 주 정부가 소유하고 있던 것에서 재단법인으로 소유권이 넘어간 것이다. 재단법인의 명칭은 게오르크 아우구스트 괴팅겐 대학교 공법재단(Georg-August-Universität Göttingen Stiftung Öffentlichen Rechts)이다.
5명으로 구성되는 대학지도부(Präsidium)는 학교와 재단을 이끄는 2가지 기능을 동시에 수행하며 업무를 집행한다. 또한 재단의 사무소는 대학본부의 학문법 및 재단법인부(Abteilung Wissenschaftsrecht und Trägerstiftung)의 장(長)에 의해서 운영된다. 한가지 특별한 것은 대학교의 의학부(Universitätsmedizin)이다. 대학교의 의과대학과 대학병원은 의학부라는 한 지붕 아래에 통합되어 있고 3명으로 구성된 지도부(Vorstand)가 이를 대표하고 있다.
소유권이 이전되면서 재단 이사회가 새롭게 조직되었다. 이사회는 대학교의 의학부를 포함한 학교 전체의 사무를 논의하며 재단의 중요한 문제에 대해 결정한다. 재단 이사회는 대학 재단위원회(Stiftungsausschuss Universität)와 대학의학부 재단위원회(Stiftungsausschuss Universitätsmedizin)의 위원들로 구성된다. 대학 재단위원회는 대학교의 고문 역할을 하며 오직 대학교에 관한 문제에 대한 결정만을 내리고 대학 지도부를 감독하는 일도 함께 맡는다. 대학의학부 재단위원회는 마찬가지로 대학교의 의학부에 관한 사무만을 담당한다.
이 여러 위원회에서 총장을 선출한다. 게오르크 아우구스트 괴팅겐 대학교의 평의회는 이전 총장이었던 생화학자이자 세포화학자 쿠어트 폰 피구라(Kurt von Figura)의 후임으로 울리케 바이지겔 교수를 선출했다. 새로운 총장인 바이지겔 교수는 2011년부터 6년간 대학을 이끌게 된다. 대학 재단위원회가 이 결정을 인정하면서 바이지겔 교수는 1737년 설립 이래로 괴팅겐 대학교 최초의 여성 대표가 되었다.

## 소재지

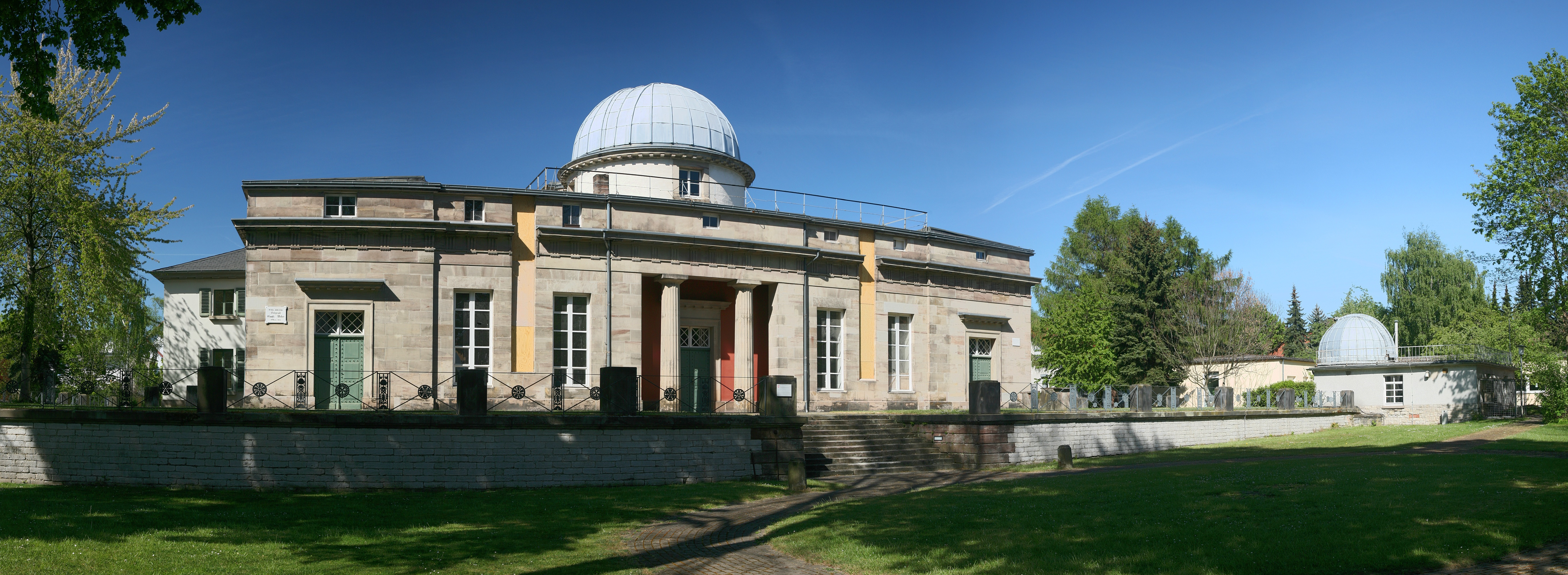
대학교의 역사적인 천문대

괴팅겐 대학교에는 전통적으로 캠퍼스가 따로 있는 것이 아니라 수 많은 건물들이 도시 전체에 분포되어 있다. 하지만 1960년대부터 강의실들을 두 곳으로 집중시키는 작업을 하고 있다. 당시에 계획된 정신과학 캠퍼스는 괴팅겐 도시 중심부의 북쪽에 인접해있다. 이곳에는 새로운 도서관 건물, 중앙강의관, 다목적관(푸른 탑), 중앙 구내식당 그리고 수많은 다른 건물들(예를 들어 법학관, 신학관, 경제학관 등)이 자리 잡고 있다. 동쪽에는 예전에 대학병원으로 쓰였던 건물들과 교육대학으로 쓰였던 건물들이 있는데, 지금은 대부분 철학부에서 사용하고 있다. 자연과학 캠퍼스는 베엔데(Weende)에서 대학의 북쪽 영역을 이루고 있다. 옛 교육대학과 이 북쪽 영역의 사이에는 몇몇 연구소들과 농학부, 새 대학병원이 있다. 그밖에 몇몇 건물이 도시 중심부와 도시 남부에 있으며, 파울리네 교회(Paulinerkirche)와 빌헬름 광장(Wilhelmsplatz)의 중앙 강당이 대학교의 중요한 건물이다.
대학교의 총 부지 면적은 대략 60만 평방미터 정도이다. 191개의 건물이 법인의 소유이고, 38개의 건물은 빌린 것이다. 35개의 건축물이 문화재로 지정되었다. 토지와 건물은 모두 약 3억 7700만 유로의 가치를 가진다.
학생후생복지기구(Studentenwerk)는 중앙 구내식당(Mensa)을 관리하며, 이를 위해 2007년부터 2009년까지 1650만 유로가 들었다. 이 외에 여섯 개의 다른 구내식당과 5564개의 주거 공간을 함께 관리한다.

### 박물관, 소장품, 정원

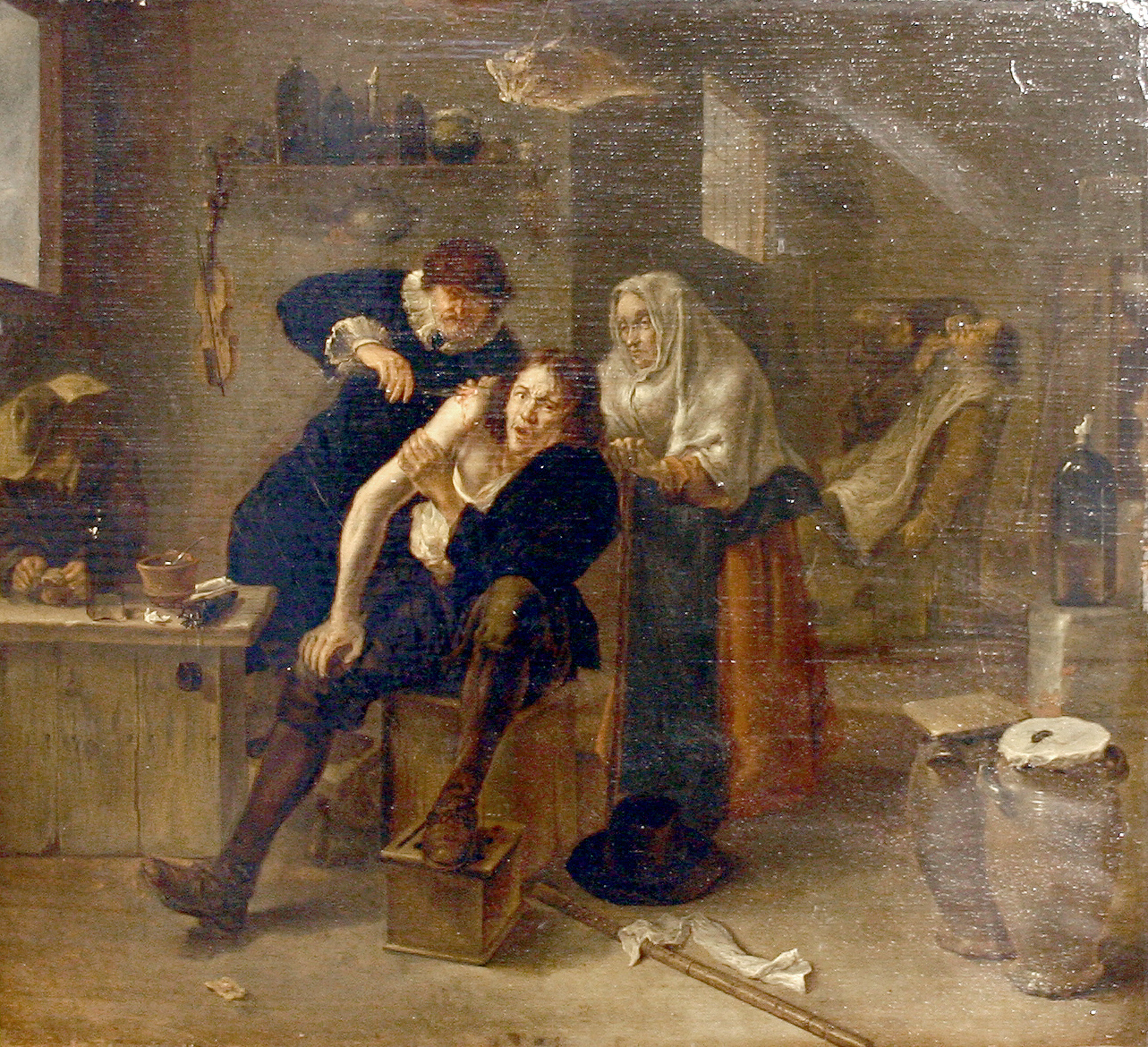
대학교의 소장품 가운데 하나인 게리트 루덴스(Gerrit Ludens)의 “어깨 수술(Schulteroperation)”

이미 18세기부터 괴팅겐 대학교는 책을 통한 지식을 뛰어 넘는 학업을 가능하게 하는 생생한 소장품과 정원으로 유명했다. 지금도 괴팅겐은 일부분 이 영역에서 세계적으로 큰 매력을 끌고 있다.
자연과학
- 구 식물학 정원(Alter Botanischer Garten)
- 산림식물학 정원 및 수목원(Forstbotanischer Garten und Arboretum)
- 괴팅겐 화학 박물관(Museum der Göttinger Chemie)
- 지리학센터의 박물관, 수집관, 지질공원(Museum, Sammlungen und Geopark des Zentrums für Geowissenschaften)
- 신 식물학 정원(Neuer Botanischer Garten)
- 생약학적 상품학 보고서 수집관(Pharmakognostisch Warenkundliche Referenzsammlung)
- 산림과학 및 산림생태학부의 수렵학 수집관(Jagdkundliche Sammlung der Fakultät Forstwissenschaften und Waldökologie)
- 지구물리학 연구소의 역사적 물품 수집관(Sammlung historischer Objekte im Institut für Geophysik)
- 물리학 제 1연구소의 역사적 물리학 기구 수집관(Sammlung historischer physikalischer Geräte des I. Physikalischen Instituts)
- 수학적 모형 및 도구 수집관(Sammlung Mathematischer Modelle und Instrumente)
- 조류양식 수집관(Sammlung von Algenkulturen)
- 대학 천문대(Universitäts-Sternwarte)
- 대학 약초원(Universitätsherbarium)
- 동물학 박물관(Zoologisches Museum)

정신과학
- 원시 및 선사시대 연구소의 수집관(Sammlung des Seminars für Ur- und Frühgeschichte)
- 고고학 연구소의 원본수집관(Originalsammlung des Archäologischen Instituts)
- 고대 석고조각 수집관(Sammlung der Gipsabgüsse antiker Skulpturen)
- 동전수집관(Münzsammlung)
- 고문서 수집관(Diplomatischer Apparat)
- 문화인류학 수집관(Sammlung für Völkerkunde)
- 대학 예술품 수집관(Kunstsammlung der Universität)
- 악기 수집관(Musikinstrumentensammlung)

의학
- 하인츠 키르히호프의 수집관: 여성의 상징(Sammlung Heinz Kirchhoff: Symbole des Weiblichen)
- 블루멘바흐의 두개골 수집관(Blumenbachsche Schädelsammlung)
- 브레히슈미트의 수집관: 태아성장의 모형(Sammlung Blechschmidt: Modelle der Embryonalentwicklung)

기타
- 빌헬름 광장의 대강당에 있는 역사적인 학생감옥(Karzer)
- 18세기 독일 출판물 수집관(Sammlung Deutscher Drucke)

대학교의 학과, 연구소, 도서관의 개별 소장품과 더불어서 괴팅겐 시립박물관(Städtische Museum Göttingen)도 대학에 관련한 소장품을 가지고 있다. 이곳의 상설 전시회는 대학의 역사와 교수들, 학생들에 대한 간명한 조망을 제공한다.

## 교육

### 전공 분야
게오르크 아우구스트 대학교는 고전적인 종합대학이다. 여기서 학생들은 철학, 의학, 법학, 경제학, 신학, 수학, 그리고 모든 자연과학을 공부할 수 있다. 모든 전공 부문의 학생들은 체스(Zentralen Einrichtung für Sprachen und Schlüsselqualifikationen, ZESS)라는 기관을 통해서 수 많은 언어를 배우고 유니서트(UNIcert)라는 자격증을 취득할 수 있다.
2008/09 겨울학기를 기준으로 현재 대학에는 다음의 단과대학들이 있다.
| 학부                     | 등록학생 수 | 여학생 비율 |
| ------------------------ | ----------- | ----------- |
| 농업과학부               | 1454        | 50,8        |
| 생물학부(심리학 포함)    | 2399        | 66,1        |
| 화학부                   | 836         | 34,9        |
| 산림과학 및 산림생태학부 | 727         | 29,6        |
| 지구과학 및 지리학부     | 664         | 42,0        |
| 수학 및 정보학부         | 817         | 28,5        |
| 물리학부                 | 917         | 17,9        |
| 법학부                   | 2079        | 47,4        |
| 사회과학부               | 2655        | 54,8        |
| 경제과학부               | 3042        | 40,3        |
| 신학부(복음주의)         | 308         | 56,8        |
| 철학부                   | 4425        | 66,9        |
| 의학부                   | 3735        | 57,4        |
| 계                       | 24057       | 51,8        |

볼로냐 프로세스에 따라서 전공들과 학위과정이 변경되었다. 이것의 목표는 세계적으로 표준화된 학위과정인 석사과정과 학사과정의 도입을 통해서 세계화된 직업시장에서 졸업생들의 경쟁력을 높이기 위한 것이다. 이 구조 개편의 이어진 결과로 새로운 전공들이 개설되었다. 2006/07 겨울학기에는 마학(馬學), 국제자연보호학(International Nature Conservation) 그리고 분자의학 석사과정이 도입되었으며 미국학의 학사과정도 새롭게 개설되었다. 하지만 중국학, 일본학, 비잔틴학, 미디어학 전공은 사라졌다.

### 수업료

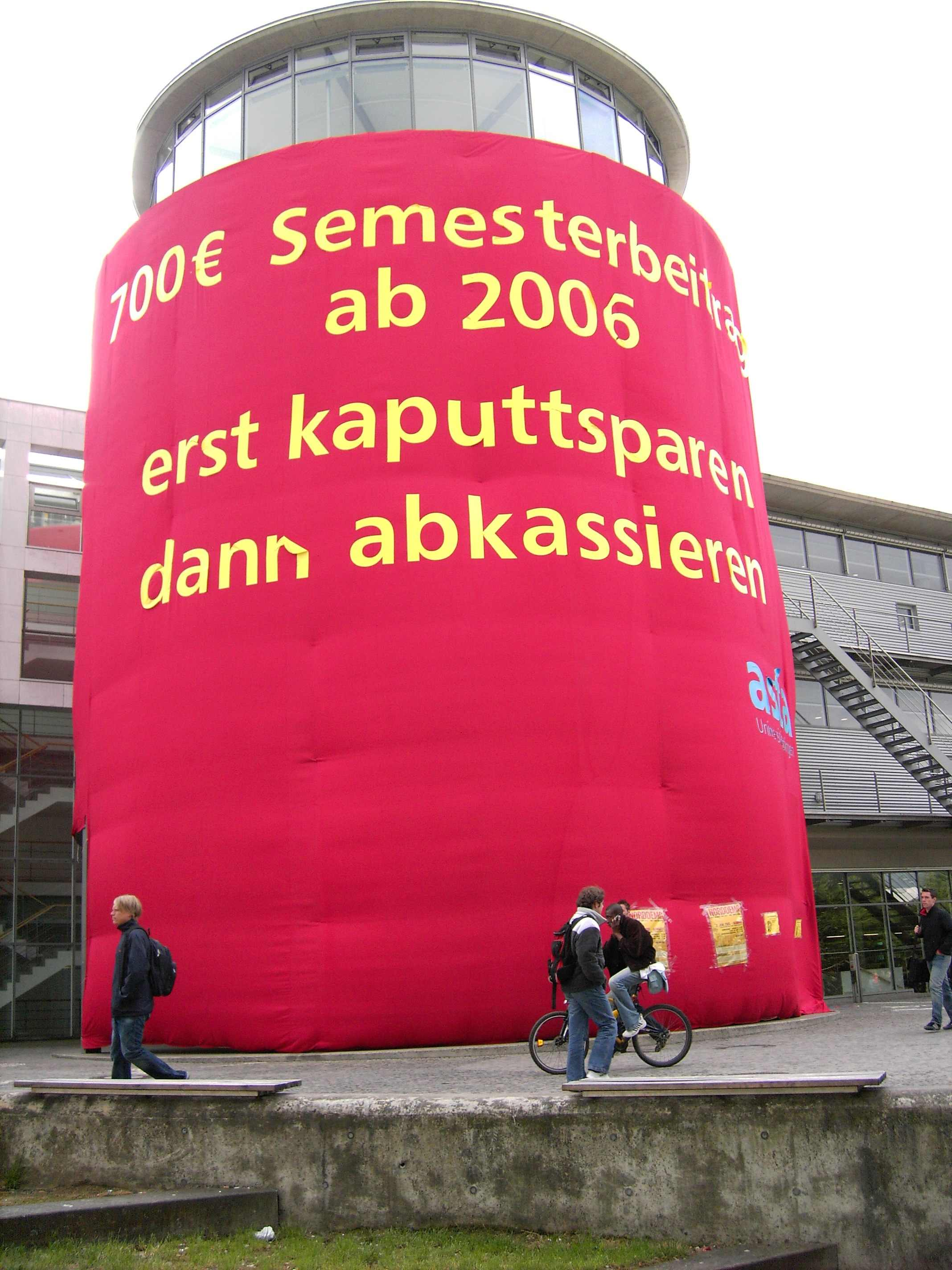
총학생회의 수업료 반대 현수막

2005년 12월 9일, 니더작센 주의회는 예산법의 개정을 통해 일반적인 수업료의 징수를 시작하기로 결정했다. 이로 인해 모든 학생들을 대상으로 2006/07 겨울학기부터 500 유로의 수업료가 징수되기 시작했다. 그전에 이미 2003년 여름학기부터 정해진 학업기간에 비해 5학기 이상 초과한 연차초과자에 대한 수업료가 도입되어 있었지만 수업료 제도가 도입된 이후에도 연차초과자들은 일반적인 수업료보다 더 많은 금액을 납부해야 하고, 2008년 여름학기 기준으로 5~6학기 초과자는 600 유로, 7~8학기 초과자는 700 유로, 9학기 이상 초과자는 800 유로의 금액을 납부해야 한다. 60 세가 넘은 학생도 마찬가지로 800 유로를 내야 한다. 게다가 등록을 하기 위해서는 무조건 행정비용으로 75 유로를 납부해야 하며, 48 유로를 학생후생복지기구(Studentenwerk)에, 그리고 74.49 유로를 학생회비(AStA)로 납부해야 한다.
그 이외에도 모든 학생들이 의무적으로 사야하는 학생정기교통권이 있다. 이것은 2011/12년 겨울학기를 기준으로 79.57 유로이고 니더작센, 함부르크, 브레멘에서 독일 철도의 근거리 교통수단들과 메트로놈, 오이로반, 칸투스의 근거리 교통수단, 그리고 노르트베스트반의 몇몇 구간을 무료로 사용할 수 있도록 해준다.
2007/08 겨울학기를 기준으로, 정규학업기간을 초과하지 않은 한 학생이 한 학기에 내야 하는 등록금은 684.93 유로였다. 2008년 여름학기에는 693.52 유로였고, 2009/10 겨울학기에는 697.49 유로였다. 2010년 여름학기에는 등록금이 상승하여, 모두 합쳐 705.49 유로에 달했다.

### 학생 수의 성장

1950년부터의 성장

1950년대 중반부터 재학생의 수는 가파르게 성장했다. 1954년부터 1986년까지는 매년 새로 등록한 학생의 수는 졸업이나 자퇴의 사유로 제적된 학생의 수를 뛰어 넘었다. 1970대 초에 대학은 베이비 붐 세대가 밀려오면서 가장 급격한 수의 학생 수 상승을 겪었다. 1974년에만 2200 명의 학생 수가 늘었고 괴팅겐은 계속해서 대중대학이 되어갔다. 1986년에는 처음으로 3만명의 학생 수를 기록하였다. 이 이후로는 학생 수는 한동안 변함이 없었다. 지금까지 가장 많은 수의 학생들이 대학에 등록했던 때는 1991년으로 총 3만 1733명이었다. 그 이후에 수는 9년동안 계속 감소하여 어쩌다가 1999년에만 2800명 이상이 감소하였다. 이 현상은 피임의 결과로 출산률이 저조했던 시절의 아이들이 대학에 갈 나이가 되었었다는 것으로 설명된다. 2001년부터는 등록금 제도의 도입에도 불구하고 학생의 숫자가 2만 4000명 정도로 안정되었다.

## 연구

### 연구환경
괴팅겐의 학문적인 위치의 성장을 위한 가장 중요한 기관은 2006년에 설립된 괴팅겐 연구 협의회(Göttingen Research Council, GRC)이다. 이곳은 7개의 대학 밖의 연구 기관의 회원과 7개의 대학을 대표하는 구성원으로 구성된다. 대학을 대표하는 구성원으로는 의장직을 겸하게 되는 대학의 총장, 연구를 위한 부총장, 의학대학의 이사회 대표, 대학 재단 이사회의 대표, 또한 각각 정신과학, 사회과학 그리고 자연 및 생명과학을 대표하는 평의회에서 선출된 3명의 대표가 있다. 대학에 속하지 않은 연구기관들은 다음과 같다:
- 괴팅겐 과학원(Akademie der Wissenschaften zu Göttingen)
- 독일 영장류센터(Deutsches Primatenzentrum)
- 막스플랑크 생물물리화학 연구소(Max-Planck-Institut für biophysikalische Chemie)
- 막스플랑크 동역학 및 자기조직화 연구소(Max-Planck-Institut für Dynamik und Selbstorganisation)
- 막스플랑크 실험의학 연구소(Max-Planck-Institut für experimentelle Medizin)
- 막스플랑크 종교학 및 다문화 연구소(Max-Planck-Institut zur Erforschung multireligiöser und multiethnischer Gesellschaften)
- 막스플랑크 태양계 연구소(Max-Planck-Institut für Sonnensystemforschung)
- 독일 항공우주센터(Deutsche Zentrum für Luft- und Raumfahrt)

괴팅겐에 자리잡은 막스플랑크 연구소들과 대학교는 함께 데이터 처리영역에서도 협력한다. 괴팅겐 학술전산처리원(GWDG)은 대학과 기관들을 위한 공동의 자료센터를 운영한다. 그 이외에도 게오르크 아우구스트 대학교는 2007년부터 막스플랑크협회의 기관후원회원이기도 하다.
대학교는 또한 긴밀하게 괴팅겐에 위치한 독일 항공우주센터의 연구소들과 협력하기도 한다. 이곳에서는 410여명의 전문가들이 기초 및 응용 항공연구를 진행하고 있다. 긴밀한 협력과 인적통합은 라이프니츠협회(Leibniz-Gemeinschaft) 산하의 독일 영장류센터와도 이루어진다. 레이저기술 분야의 연구는 괴팅겐 레이저실험소(Laser-Laboratorium Göttingen, LLG)에서 진행되고 있다.
괴팅겐 대학교는 1985년에 설립된 코임브라 그룹의 회원으로서 다른 명성있는 유럽의 연구대학들과 국제적으로 협력하고 있다.

### 일자리로서의 가치
2009년을 기준으로 대학교와 부설 대학병원에는 1만 876명이 직접적으로 고용되면서, 대학교는 도시와 주변 지역을 위한 일자리 창출에 있어서 중요한 의미를 갖고 있다. 학문적인 영역에서는 3478명의 사람들이 일하고 있고, 그 가운데 431명은 교수로 재직하고 있다. 비학문적 영역에는 7398명의 직원들이 있고 그 중 4980명은 주로 대학병원에서 일한다. 괴팅겐 시가 대학교에 의존하는 현상은 다른 학문적 기관들의 간접적인 효과를 통해서 증가되고 있다. 2만 4100명이 넘는 학생들은 도시의 요식업, 소매상 그리고 문화시설에 있어서 중요한 경제적 요소이다.

### 재원
대학교의 지출은 2005년에 8억 1300만 유로가 넘는 것으로 나타났다. 최대 부분은 약 4억 7900만 유로로, 의학부와 대학병원이 차지했지만 이 금액은 다시 의학부의 기여금에서 충당된다. 이 숫자는 잠재적 비용이기 때문에, 다른 대학교들의 회계와는 비교할 수 없다.
대학교는 법인대학으로서, 니더작센주의 예산에서 지원을 받는다. 또한 다른 대학교들과 마찬기지로 외부의 기관으로부터 점점 더 많은 재정을 조달하고 있다. 그렇지만 다른 니더작센주 대학교들과 함께, 독일에서 가장 거대한 학문진흥재단인 폴크스바겐 재단으로부터 오랫동안 지원을 받고 있기도 하다. 법령에 따라 설립된 폴크스바겐 재단에서의 지원금이 재단 스스로에 의해서가 아니라 주정부에 의해서 배분되기 때문이다.

### 우수대학육성정책

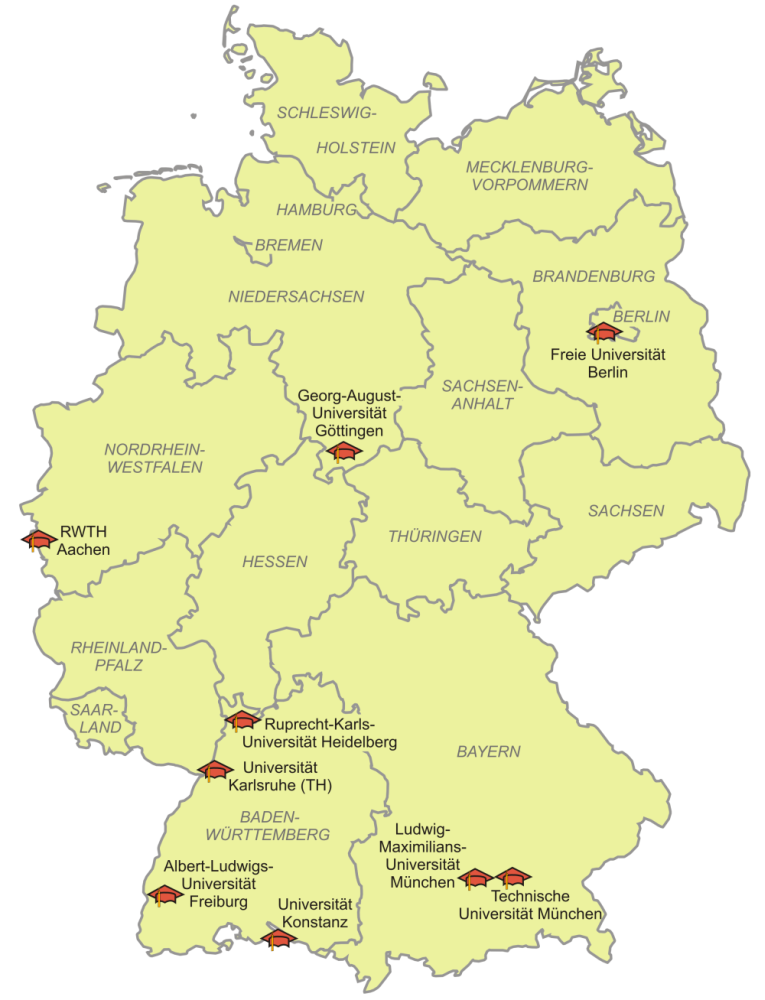
독일 우수대학 육성정책으로 미래계획이 지원되고 있는 대학 현황 (2007년 10월 기준)

2006년 10월, 괴팅겐 대학교는 독일 우수대학 육성정책(Exzellenzinitiative)의 첫 번째 선발전에서 두 번째 지원분야인 우수 클러스터(Exzellenzcluster) 지원사업에 대한 지원에 대한 확정을 받았다. 이 사업의 정책 가운데 하나로 독일 연구협회의 뇌분자생물학 연구소(Center of Molecular Physiology of the Brain)의 건립이 지원된다. 새로운 후진 그룹의 클러스터도 이 연구소의 옆에 확장될 계획이다. 목표는 나노미터의 해상도를 가진 혁신적인 현미경을 개발하여 생물학적으로 활용하는 것이다.
하지만 “기능적 생물다양성 연구(Funktionale Biodiversitätsforschung)를 위한 해켈센터(Haeckel-Zentrum)”의 건립과 “괴팅겐 정신인문과학 대학원(Göttinger Graduiertenschule Geistes- und Kulturwissenschaften)”의 지원에 대한 괴팅겐 대학교의 제의는 거절되었다.
두 번째 선발전에서 괴팅겐대학교는 세 번째 지원분야인 최고 수준의 대학연구의 확대를 위한 미래계획(Zukunftskonzepte) 지원사업에 대해 “괴팅겐. 전통 – 혁신 – 자율(Göttingen. Tradition – Innovation – Autonomie)”이라는 미래계획을 발표하여 선정되었다. 이 계획의 중요한 구성요소는 괴팅겐에 있는 대학 밖의 연구기관과 네트워크를 형성하는 것이다. 이를 위해 괴팅겐 과학 아카데미, 다섯 곳의 막스 플랑크 연구소, 독일 영장류센터, 독일 항공우주센터가 중요한 역할을 맡는다.
이와 함께 괴팅겐 신경과학 및 분자생물학 대학원(Göttinger Graduiertenschule für Neurowissenschaften und Molekulare Biowissenschaften, GGNB)에 대한 지원도 확정되었다.

## 저명한 인물들과 졸업생들
대학의 오랜 역사만큼 많은 유명한 인물들이 이곳에서 공부하거나 가르쳤다.
독일 근대 음악사학의 아버지라 불리는 요한 니콜라우스 포르켈이 이 대학 교수로 재직하며 수많은 저서들을 집필했다.

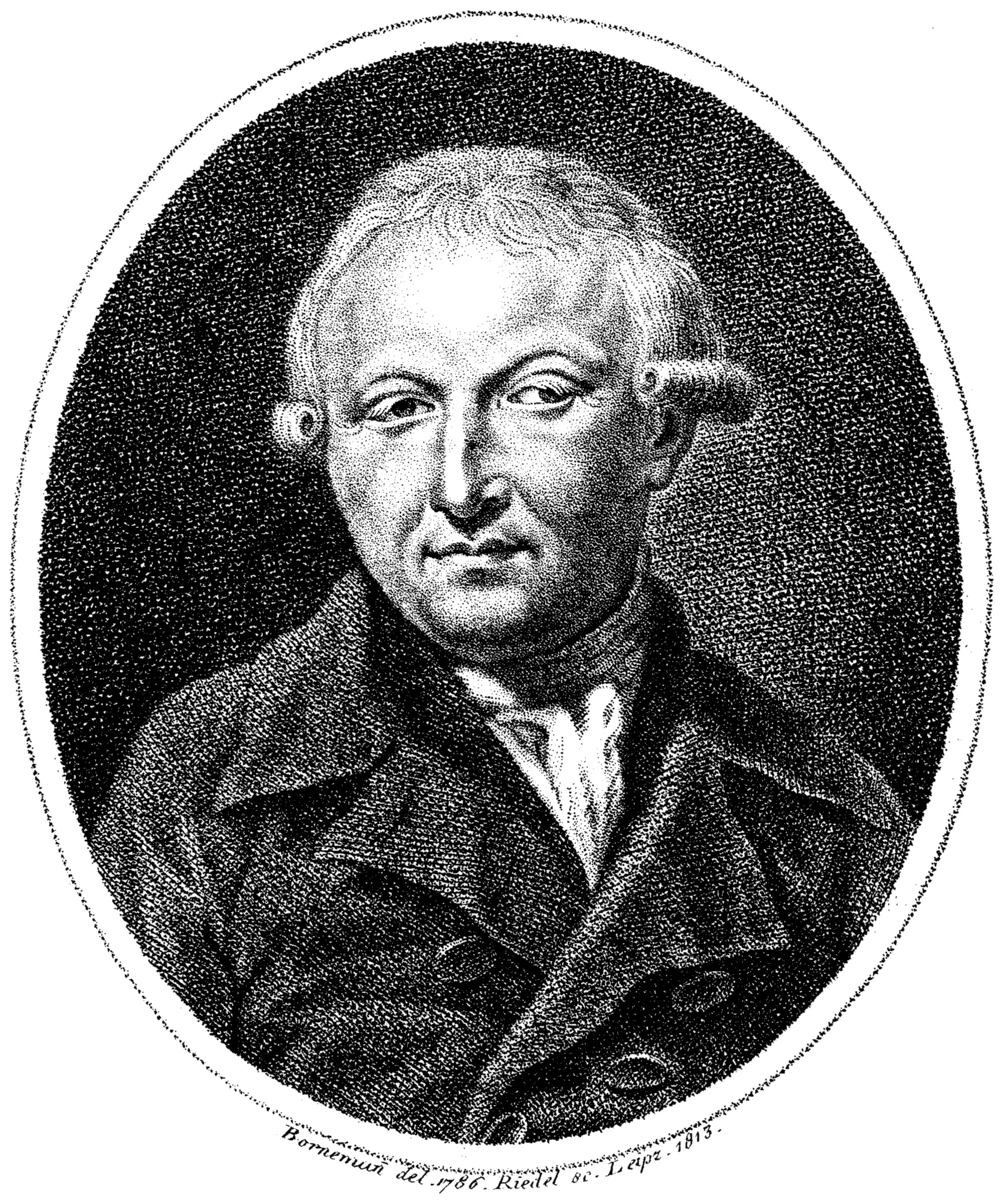
요한 니콜라우스 포르켈(1749-1818)

괴팅겐 7교수 사건으로 알려진 빌헬름 에두아르트 베버와 그림 형제, 수학에서는 카를 프리드리히 가우스, 베른하르트 리만, 클라인 병으로 알려진 펠릭스 클라인, 다비트 힐베르트, 게르하르트 겐첸, 헬무트 하세, 헤르만 바일, 철학은 에드문트 후설, 사회학에서는 헬무트 플레스너, 물리학에서는 베르너 하이젠베르크, 막스 플랑크, 법학에서는 루돌프 폰 예링, 신학은 칼 바르트 같은 저명한 학자들이 여기에서 교수직을 맡았다.
또한 로베르트 코흐와 프리드리히 프뢰벨, 아르투르 쇼펜하우어, 하인리히 하이네, 미국의 물리학자 로버트 오펜하이머, 알렉산더 폰 훔볼트, 위르겐 하버마스도 이곳에서 공부했다. 수학자 클라인은 대학 교수 시절 힐베르트를 초빙 것으로도 알려져있다.
이 외에도 독일의 유력 정치인도 많이 배출하고 있다. 철혈 재상이라는 별명으로 유명한 오토 폰 비스마르크, 독일의 제 7대 연방수상 게르하르트 슈뢰더, 제 6대 연방 대통령 리하르트 폰 바이츠제커도 괴팅겐 대학에서 공부했다.
1874년부터 괴팅겐 시에는 이런 유명한 학자들과 학생들에 대한 기념 안내문이 320여 개의 주택에 붙어있다. 이 안내문은 대부분 흰 대리석으로 되어있고 그 사람의 이름과 거주한 기간이 적혀있다.